# Frank Golischewski

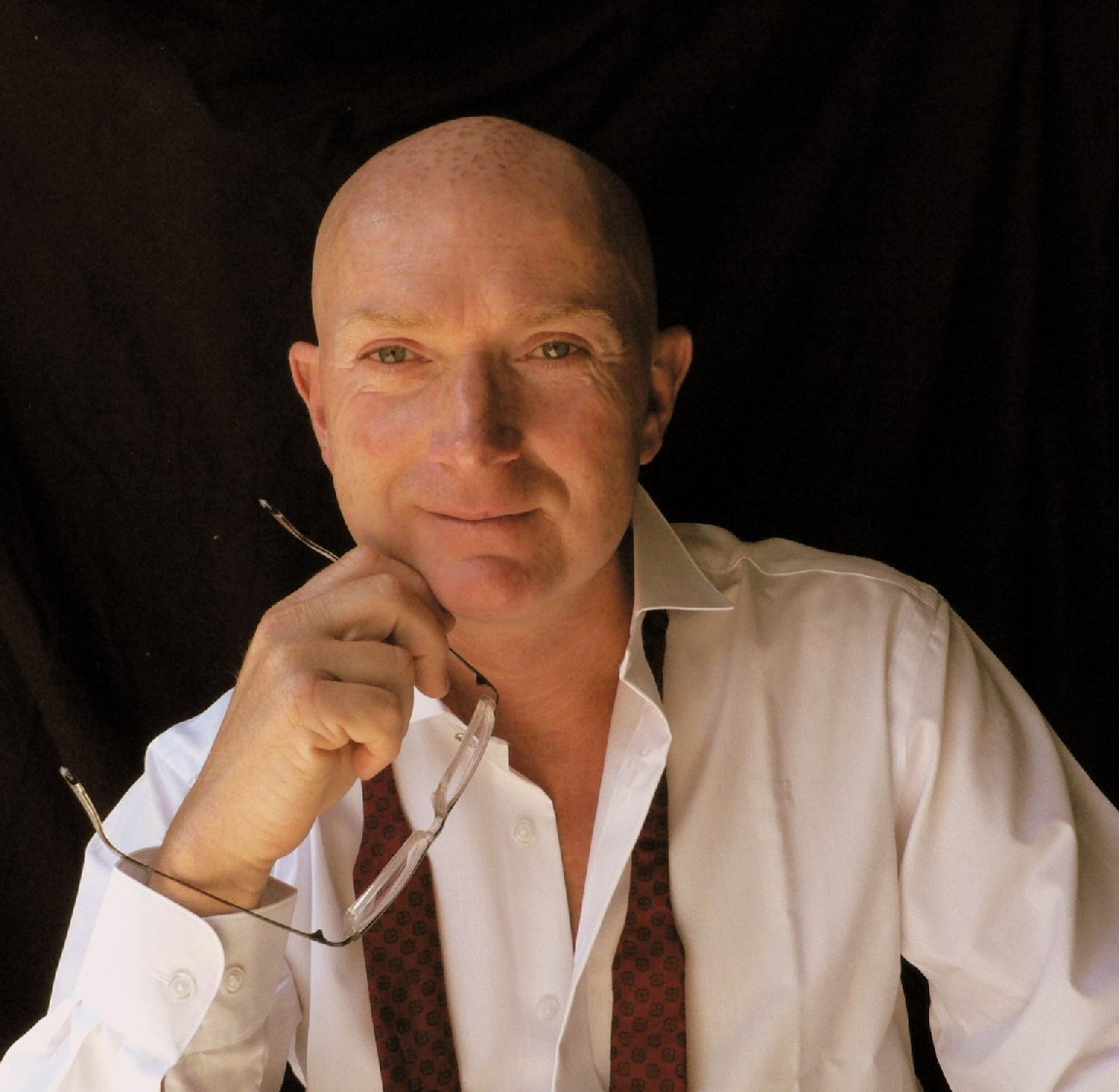
Frank Golischewski (2010)

Frank Golischewski (* 1960 in Bottrop) ist ein deutscher Autor, Komponist, Regisseur, Pianist und Kabarettist.

## Leben und Wirken
Bis 1987 studierte Golischewski Klavier und Schulmusik mit Diplom-Abschluss an der Hochschule für Musik Trossingen. Bis 1995 war er als Kulturmanager und Pressesprecher tätig, u. a. bei Helmuth Rilling in der Internationalen Bachakademie Stuttgart (1987). Er war Geschäftsführer des Salonorchesters am Deutschen Filmmuseum Frankfurt und des American Institutes of Music in Wien (bis 1995).
1996 rief er das Ensemble Die drei alten Schachteln ins Leben und arbeitete dabei u. a. als Komponist mit Brigitte Mira, Evelyn Künneke und Helen Vita zusammen. Auch für Künstler wie Otto Sander, Gisela May, Ilja Richter, Tim Fischer, Ulrike Neradt, Angelika Mann, Horst Naumann, Gunther Emmerlich, Alice Hoffmann oder Siegfried Rauch war (und ist) er  kreativ tätig und steht mit ihnen auf der Bühne. In der SWR-Sendung Fröhlicher Weinberg mit Johann Lafer und Ulrike Neradt war er als ständiger Pianist und Song-Autor engagiert. Als Pianist tritt er zudem zusammen mit Hildegard Bachmann, Margit Sponheimer, Ulrike Neradt u. a. auf. Als Solist ist er u. a. auch beim Mombacher Carneval Verein zu sehen.
Viele seiner Bühnenwerke –  Musical, Kabarett oder Revue – führt er auch in seiner Wahlheimat Trossingen auf. Sein Fastnacht-Musical Feucht & Fröhlich e. V., u. a. mit Margit Sponheimer, läuft seit Januar 2006 im Mainzer Unterhaus und wurde in 11 Jahren über 100 Mal aufgeführt. Im Mainzer Unterhaus gelangte am 8. Januar 2019 Johannes Gutenberg. Das Musical zur Uraufführung, Hauptdarsteller waren Gunther Emmerlich (Johannes Gutenberg), Helmut Markwort (Johannes Fust) und Margit Sponheimer (Fremdenführerin).

## Auszeichnungen
- 2006: Bürgermedaille der Stadt Trossingen für außergewöhnliche kulturelle Verdienste
- 2006: Mainzer Stadtorden für besonderes Engagement in der Mainzer Fastnacht für das Fastnachts-Musical Feucht & Fröhlich e. V.
- 2016: Ehrenpreis der Stadt Bocholt beim Nordrhein-Westfälischen-Kleinkunstpreis
- Ehrensenator der Karnevalsgesellschaft Eule e. V. Ludwigshafen am Rhein
- 2018: „Goldener Schärjer“ des Narrenclubs Grün-Rot Neuwied
- 2019: „Ehren-Jünger Gutenbergs“, Ehren-Gautschbrief der Landeshauptstadt Mainz

## Diskografie
- Ich bin nur der Pianist. Solo-CD (kip-records)
- Hohner. Das Musical. (kip-records)
- Hier kommt zusammen was zusammen gehört. Mit Angelika Mann (kip-records)
- Feucht & Fröhlich e. V. (kip-records)
- 9 1/2 Knochen (kip-records)

## Musicals
- Hohner. Das Musical. Uraufführung: Trossingen, 2005.
- Feucht & Fröhlich e. V. Uraufführung: Mainz, 2006.
- Das Erbe der Häufeles. Uraufführung: Trossingen, 2006.
- Frisch & Munter. Uraufführung: Mainz, 2008.
- 9 1/2 Knochen – das Saurical. Uraufführung: Trossingen, 2008.
- Mission Apollo – Dokumusical. Uraufführung: Trossingen, 2009.
- Johannes Gutenberg. Das Musical. Uraufführung: Mainz 2019.